# كوهستك
كوهستك هي مدينة في مقاطعة سيريك، إيران. عدد سكان هذه المدينة هو 3,060 في سنة 2016.